# Anonidium usambarense
Anonidium usambarense là một loài thực vật có hoa thuộc họ Annonaceae. Đây là loài đặc hữu của Tanzania. Mẫu vật thu được năm 1910 tại Amani ở độ cao 900m trong dãy núi Usambara và từ đó đến nay người ta không thu thập thêm được gì cũng như không nhìn thấy bất kỳ cá thể cây nào, và trong đánh giá năm 1998 IUCN coi nó là loài tuyệt chủng.
Theo tiến sĩ Thomas Couvreur thì mẫu vật điển hình không phải là Anonidium mà có lẽ là Polyceratocarpus scheffleri cũng sinh sống trong cùng khu vực này. Cho đến khi điều này được xác nhận thì đơn vị phân loại này được coi là thiếu dữ liệu (Data Deficient).